# Enevold Ewald
Enevold Ewald (født 29. august 1696, død 17. november 1754) var en dansk præst af pietistisk overbevisning.

## Opvækst og uddannelse
Han var søn af præsten Niels Enevoldsen (Evald) (født 1658 død 1733) og Mette Magdalene Prætorius (født 1671 død 1729) og født i Højst, mellem Tønder og Aabenraa. Faderen var en præstesøn fra nabosognet Bylderup, men dansk student fra Frederiksborg Skole; moderens forfædre havde i 3 slægtled været præster i Højst.
Ewald var en tidlig vakt og alvorlig dreng, der allerede før sit 14. år, som han selv fortæller, havde gennemlæst hele Bibelen 4 gange. Som hjemmehørende i Hertugen af Gottorps lande sendtes han til tyske universiteter, rimeligvis først til Kiel, senere til Jena og Halle. På det sidstnævnte sted stod dengang pietismen i sin højeste flor, og Ewald påvirkedes meget stærkt af dens indtrængende og vækkende forkyndelse. Han genoptog her sin flittige bibellæsning og opnåede, om end ikke uden anfægtelser, at komme til åndelig hvile i en fast tillid til det åbenbarede ord; hans kendskab til Bibelen var stor, og de flidsværker, som han senere forfattede, havde deres grund i disse ungdomsstudier.
Efter at være vendt tilbage til sit hjem optrådte han her som den første forkynder af den pietistiske kristendomsopfattelse; han holdt Forsamlinger, prædikede og katekiserede og havde stort tilløb fra hele egnen; det kirkelige tilsyn holdt ikke af denne bevægelse. Han udgav ved denne tid sine første småskrifter, både i bunden og ubunden stil.

## Virke ved Vajsenhuset
Da i året 1727 det store Vajsenhus oprettedes i København, kaldtes Ewald, der var blevet bekendt i hovedstaden ved gentagne besøg og gæsteprædikener, til lærer og et par måneder efter til præst ved denne opdragelsesanstalt. Hans virksomhed her faldt i to perioder; i de første år vakte han opsigt ved sin veltalenhed og ved de tanker, han fremsatte, senere gik han mere og mere op i sine lærde værker. Ewald synes at have været den første, som bragte pietismen til København; hans prædikener havde stort tilløb; selv da Vajsenhuset var brændt ved Københavns brand 1728, og der måtte holdes gudstjeneste i Ridehuset, flokkedes rige og fattige om hans talerstol; "en større Prædikant og Katekisator haver Danmark næppe haft", siger en samtidig.
Det var dog ikke blot den inderlighed og den veltalenhed, hvormed han forstod at fremsætte sine tanker, der drog folk til ham, men også de efter tidens lejlighed kætterske meninger, han fremsatte. Således vovede han at påstå, at der måtte skelnes mellem den indre, sande kristendom og den udvortes kirke med dens mådemidler, og at mennesket først efterhånden kunne vinde nåde hos Gud ved selvopdragelse i tålmodighed og troskab; ligeledes krævede han tålsomhed over for anderledes troende. Følgen blev da også, at han droges ind i den forargelige strid mellem hovedstadens præster og underkastedes forhør og andre ubehageligheder; han beholdt dog sit embede mod at holde en kapellan, som var fri for hans anfægtelser med hensyn til absolutionen (1734).

## Skriftlige arbejder
Der havde i disse år samlet sig en talrig fri menighed om Ewald, men senere synes denne igen til dels at have opløst sig, og det blev vanskeligt for ham at komme ud af det med de meget små indtægter ved Vajsenhuset, som han dog ikke ville forlade. Således blev han tvunget til at påtage sig andre anstrengende arbejder; han oversatte opbyggelige skrifter og begyndte derefter en brydsom forfattervirksomhed: 1741-42 udkom i 2 bind et Tidsregister over det gamle og det nye Testamentes Kirkehistorie og 1744-50 i 5 bind prædikener over Mosebøgerne med deres spådomme og i 3 bind den bekendte bibelske Konkordans. Endelig udgav han et par mindre skrifter med opbyggelige digte og en anvisning til bibellæsning.
Ewald blev 1747 tituleret professor i teologi og i det følgende år medlem af Missionskollegiet og Vajsenhusets direktion. Han var kun én gang gift, nemlig med Maria Wulf (født 23. april 1715), hvem han ægtede i august 1730, datter af en bygningsentreprenør Matthias Wulf, hvis enke Marie havde været stærkt indviklet i sagen om de gudelige forsamlinger. Hans helbred var allerede dengang svagt og nedbrødes yderligere ved overanstrengelse; om sommeren måtte han opholde sig på landet. Senere formåede han næsten slet ikke
at klare sit embede, i hele år talte han kun få gange. Han døde 1754; hans enke ægtede 4 år efter hørkræmmer og overformynder Peder Hulegaard, men blev atter enke 1769 og døde 27. april 1791. Af deres 3 sønner var digteren Johannes Ewald den mellemste.